# 清水 (熊本市)
清水（しみず）は、熊本市の北部、立田山よりやや北西に位置する。閑静な住宅街で、坪井川が流れ、自然の多い地区である。

## 周辺
- 北区役所 清水総合出張所
- 熊本市北保健福祉センター ‐ 熊本市の政令指定都市化に伴い、区役所とする案が持ち上がっていた。

### 学校
- 熊本市立清水小学校
- 熊本市立城北小学校
- 熊本市立清水中学校

## 交通
- 熊本電鉄：電車、バスの各路線が利用できる。